# Gnophos ali
Gnophos ali là một loài bướm đêm trong họ Geometridae.